# Wilhelm Bleek
Wilhelm Heinrich Immanuel Bleek (Berlim, 8 de março de 1827 – Cidade do Cabo, 17 de agosto de 1875) foi um linguista alemão. Seu grande trabalho foi Gramática Comparativa de Línguas sul-africanas.

## Biografia
Wilhelm Bleek nasceu em Berlim (Reino da Prússia).
De 1845 a 1848 ele estudou teologia em Bonn e foi para Berlim para estudar hebraico, onde foi estudante de Carl R. Lepsius. Sua tese de doutorado (1851) tratou da classe dos substantivos. Em 1853 ele foi para a África para estudar Khoisan e línguas bantus e começou por escrever uma gramática de isiZulu. Em sua grande obra, Gramática Comparativa, ele estudou os prefixos de substantivos das línguas bantu e introduziu um sistema numeral de classes que não é mais usado hoje.